# Zamek w Przedczu
Zamek w Przedczu – zamek zbudowany przez Kazimierza Wielkiego w połowie XIV wieku zlokalizowany w miejscowości Przedecz przy ulicy Zamkowej 5, w drugiej połowie XVI wieku należał do starostwa przedeckiego. Z zamku zachowała się wieża, część przyziemia murów obwodowych i średniowiecznych piwnic w neogotyckim kościele z XIX wieku, który obecnie pełni funkcję domu kultury.

## Gród obronny
Zanim zbudowano zamek, w jego miejscu znajdował się drewniano-ziemny gród obronny, który w czasie wojny polsko-krzyżackiej został wiosną 1329 roku zdobyty przez komtura krajowego ziemi chełmińskiej Otto von Lauterberga, przy użyciu machin oblężniczych. W trakcie oblężenia zginęło wielu obrońców, wśród nich osiemdziesięciu „znacznych”. Ponownie Krzyżacy zdobyli gród w 1332 roku i okupowali go wraz z całymi Kujawami przez jedenaście lat. W grodzie osadzili własną załogę, dowodzoną przez brata zakonnego z tytułem wójta. Król Kazimierz Wielki odzyskał Kujawy z Przedczem w 1343 roku, na mocy traktatu pokojowego w Kaliszu.  

## Zamek od XIV do poł. XVI wieku
Około 1350 roku król Kazimierz Wielki polecił zbudować w Przedczu zamek murowany, który lepiej niż gród zabezpieczałby Kujawy i miasto Przedecz przed niebezpieczeństwem krzyżackim. Najstarszym elementem murowanym była przypuszczalnie ośmioboczna lub cylindryczna wieża o średnicy 7,50 metrów. Wieża ta była bergfriedem (stołpem), czyli była ostatecznym punktem obrony i nie posiadała funkcji mieszkalnych. W jej dolnej części zachował się loch więzienny. Długość murów zamkowych zbudowanych na planie prostokąta z cegły na kamiennym fundamencie, wynosiła ok. 52 metry na ok. 30 metrów. Mury miały przypuszczalnie wysokość 11 metrów i zwieńczone były gankiem z blankami (krenlażem). Do wieży i dłuższego odcinka murów obronnych przylegał budynek mieszkalny zwany Kamienicą o wymiarach 11,47 x 28,42 metra (w miejscu obecnego Domu Kultury). W północno-zachodnim narożnik muru obwodowego znajdowało się niewysoka wieża bramna na planie czworoboku, do której prowadził przerzucony nad fosą most zwodzony. W 1383 roku zamek w Przedczu w czasie wojny domowej Grzymalitów z Nałęczami opanował bez walki książę mazowiecki Siemowit IV, który nadał go swojemu stronnikowi Bartoszowi z Wezenburga. W 1398 roku zamek i miasto wykupił król Władysław Jagiełło. 

## Zamek od poł. XVI do XIX wieku
W latach 1551–1554 zamek został przebudowany przez starostę Wojciecha Korycińskiego, który zamek wyremontował i polecił przebić nową bramę w zachodnim murze, obok dawnej wieży bramnej, wzmocnionym przedbramiem. Nadbudowano też okrągłą wieżę renesansową attyką. Sądzić należy, że wieża po przebudowie z XVI wieku była otynkowana, ponieważ opisywano ją jako Wieżę Białą, w opozycji do prostokątnej ceglanej Wieży Czerwonej, w której przed przebudową znajdowała się stara brama zamkowa. Dawną wieżę bramna nadbudowano o dwie kondygnacje w konstrukcji ryglowej, które mieściły komory i pokład strzelecki. . U podnóża wzgórza zamkowego znajdowały się zabudowania gospodarcze podzamcza zwane Przygródkiem, gdzie znajdowała się kuźnia, stajnia na 48 koni, wozownia, obora, browar, kancelaria itp. Zamek nie został zniszczony w czasie Potopu szwedzkiego, jednak jako coraz mniej wygodny dla urzędujących starostów ulegał coraz większej rujnacji. W 1766 i 1789 roku zamek opisano jako bardzo zniszczony. Opisano go w 1789 roku następująco: Zamek na okopie nad jeziorem murowany, przez inkursyje dawne zruinowany, wieża w nim wysoka, w okrąg murowana, bez przykrycia, przy której archiwum na akta grodzkie, sklepione i izba, murowane, snopkami pokryte, bez okien szklanych, tylko z kratami żelaznemi; sklepy murowane sklepione, naprzeciwko tego zamku, w którego dziedzińcu jest chałupka w słupy na przyciesiach z balików, o sieni i izbie postawiona, snopkami poszyta; browar wraz z ozdem wcale zły, do poprawy niesposobny; dalej za okopem ku pałacowi stajnie z wozownią, z masztarnią o kominie murowanym, o drugim dla proporcyi fałszowanym, z szachulcu, [w] węgieł postawione, o dachu łamanym, snopkami poszytem.
W 2 połowie XVIII wieku na Przygródku na zachód od zamku zbudowano, kryty łamanym dachem z dachówką, parterowy szachulcowy pałacyk starosty Jakuba Zygmunta Kretkowskiego. 

## Zamek od XIX do XXI wieku
Ruiny zamku zostały częściowo rozebrane przed 1820 rokiem, a budynek Kamienicy przebudowano na kościół ewangelicki. Z dawnego zamku zachowała się wieża zamieniona po 1860 roku na dzwonnicę, sklepione piwnice oraz przyziemie murów obwodowych. Do 1960 roku w dawnym kościele mieścił się magazyn zbożowy. Obiekt został wpisany do rejestru zabytków w dniu 14.11.1967. Dzięki działalności Społecznego Komitetu Ochrony Zabytków i Odbudowy Zamku obiekt w 1969 roku przejęto oficjalnie do gminy ewangelickiej i w 1973 roku rozpoczęto jego remont. W dniu 11 grudnia 1977 roku w zamku rozpoczął działalność Miejsko-Gminny Ośrodek Kultury, który mieści się w tym miejscu do dzisiaj.

## Galeria

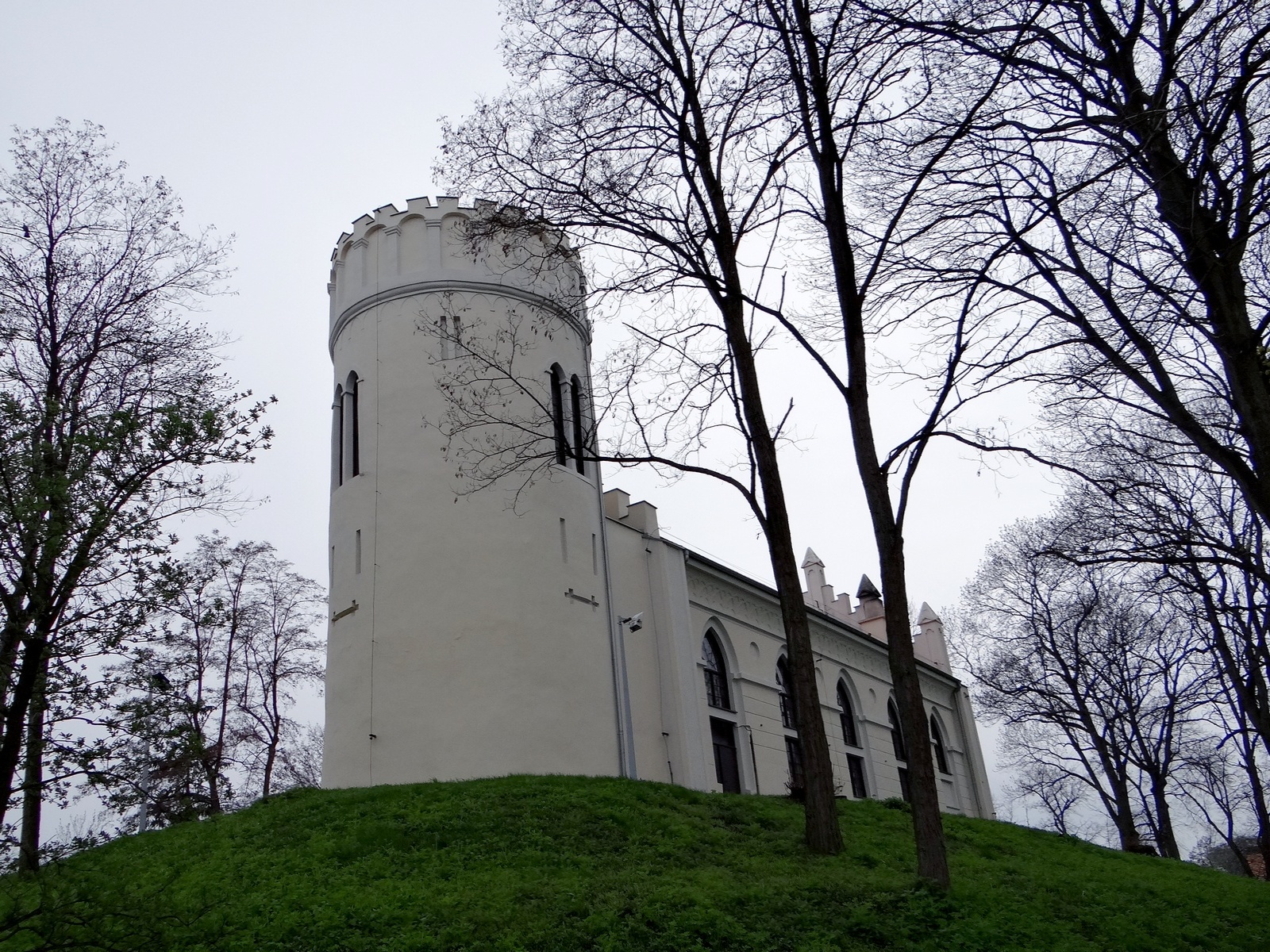
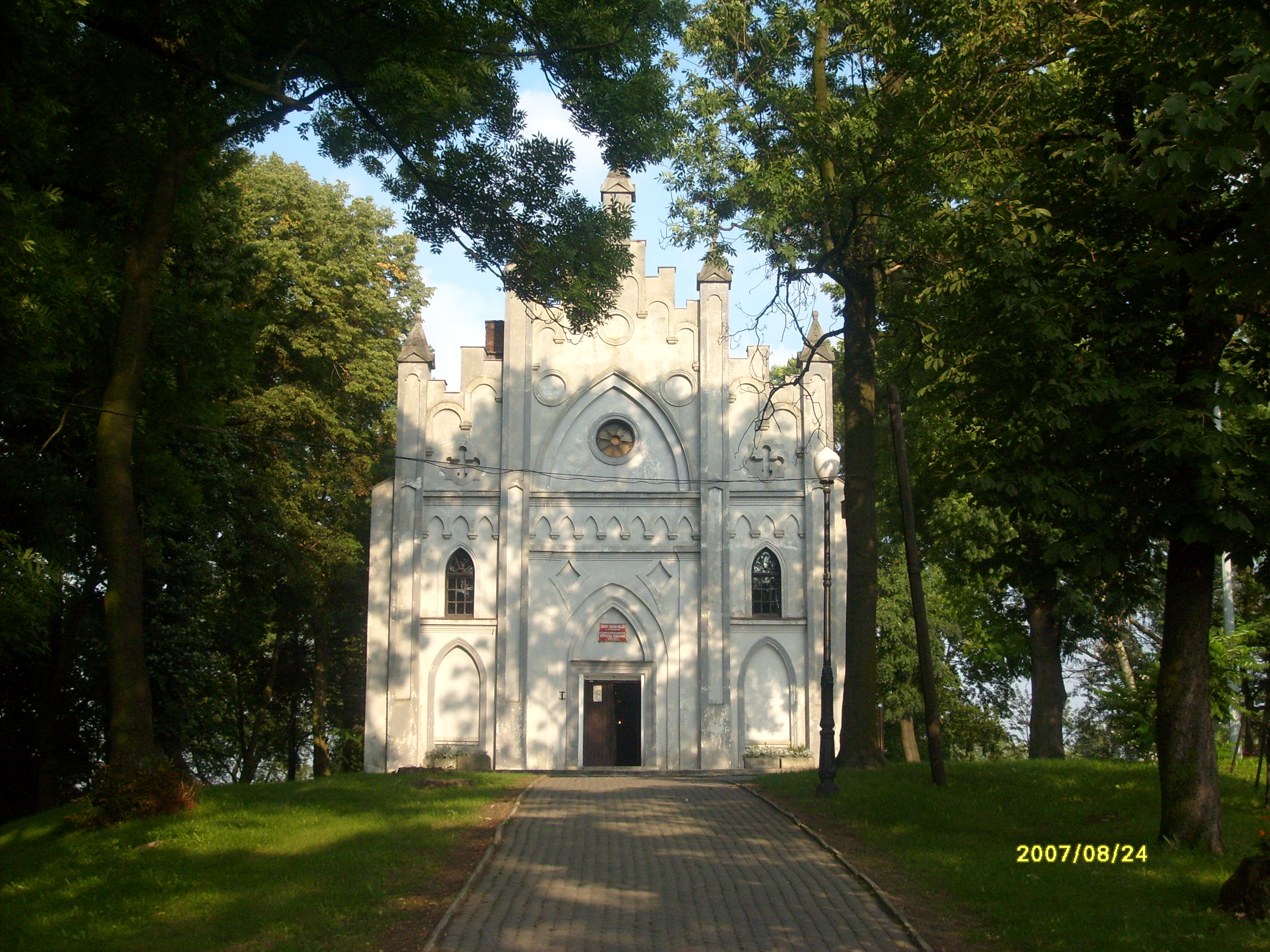
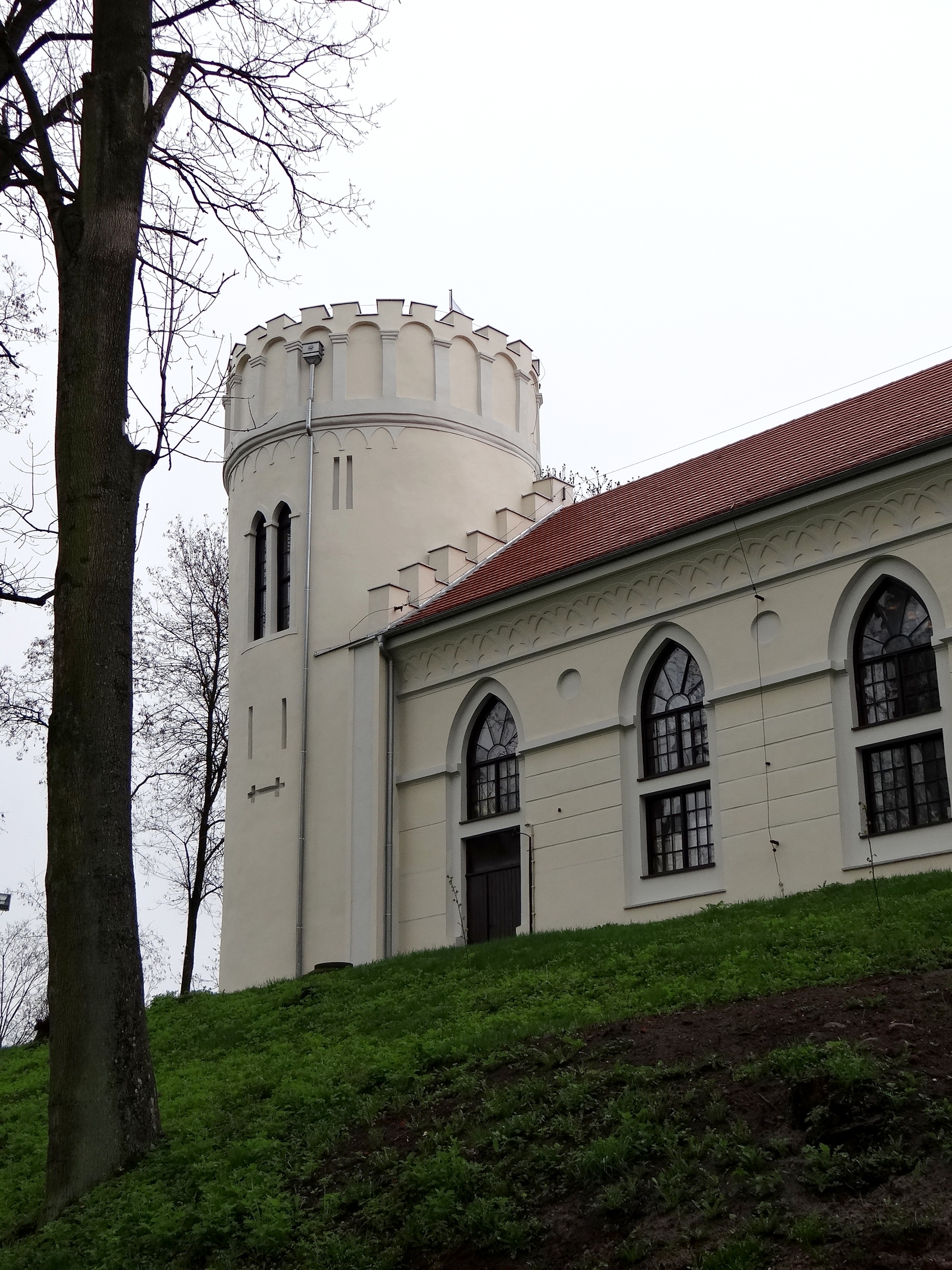